# Cantón de Ballon
El cantón de Ballon era una división administrativa francesa, que estaba situada en el departamento de Sarthe y la región de Países del Loira.

## Composición
El cantón estaba formado por trece comunas:
- Ballon
- Beaufay
- Courcebœufs
- Courcemont
- La Guierche
- Joué-l'Abbé
- Montbizot
- Sainte-Jamme-sur-Sarthe
- Saint-Jean-d'Assé
- Saint-Mars-sous-Ballon
- Souillé
- Souligné-sous-Ballon
- Teillé

## Supresión del cantón de Ballon
En aplicación del Decreto nº 2014-234 de 24 de febrero de 2014, el cantón de Ballon fue suprimido el 22 de marzo de 2015 y sus 13 comunas pasaron a formar parte del nuevo cantón de Bonnétable.